# مايكروسوفت سيرفس برو 4
سيرفس برو4 هو الجيل الرابع من سلسلة اللوحيات 2 في 1 القابل للانفصال تصممه وتطوره، وتسوقه وتنتجه شركة مايكروسوفت. تم الإعلان عنسيرفس برو4 في 6 أكتوبر 2015 [7] جنبا إلى جنب مع سيرفس بوك. سطح برو 4 سيتم الإفراج عنهم وشحنها إلى العملاء في 26 أكتوبر 2015. سيرفس برو4 متطور أكثر من الاجيال السابقة، ويضم أكثر من وحدات معالجة مركزية فعالة وقوية، ذاكرة الوصول العشوائي ووسيط تخزين ذو حالة ثابتة وعرض أكبر قليلا مع دقة أكبر، وهيكل معدني بتقنية التبريد المائي. وفي الوقت نفسه، فإنه متوافق مع جميع الملحقات السابقة.

## التاريخ
تم الإعلان عن سيرفس برو 4 في 6 أكتوبر 2015 جنبا إلى جنب مع سيرفس بوك . وكانت كل الأجهزة المتوفرة لمرحلة ما قبل البيع في اليوم التالي وسيتم الإفراج عنهم وشحنها إلى العملاء في 26 أكتوبر 2015.

## الخصائص
سيرفس برو 4 لها نفس حجم سيرفس برو 3، ولكن مدي الشاشة هو أرق، مما سمح لعرض حجم أكبر قليلا من 12.3 بوصة (31 سم). دقة الشاشة هي أيضا أكبر في 2736x1824 267 PPI، مع نسبة الارتفاع نفسها من 3: 2 و 10 نقطة اللمس المتعدد. الهيكل هو 0.03 بوصة (0.76 مم) أرق و 0.03 (14 غرام) أخف من السيرفس برو 3.
وقد أعيد تصميم الجزء التبريد من اللوحة ويطلق عليها اسم نظام التبريد الهجين السائل. وهي تشمل أنابيب الحرارة مع سائل التبريد، التي تساعد على تجنب استخدام المروحة الداخلية عندما يتم استخدام الجهاز للقيام بمهام غير قوية مثل تصفح الإنترنت.
كل اجهزة سيرفس برو 4 تمتلك طرازات من الجيل السادس من معالجات إنتل كور Skylake: M3، i5 و i7 وأو، أكثر قوة، وأكثر برودة من سابقاتها إنتل كور هاسويل الموجودة في السيرفس برو 3 و 2. معدل ساعة الحد الأقصى لخيار وحدة المعالجة المركزية أقوى (i7-6650U) هو أيضا أكبر في 2.2 غيغاهرتز، مع ما يصل إلى 3.4 جيجاهرتز في وضع توربو.
ذاكرة النظام و SSD بخيارات متاحة هي و 128، 256، 512، 1024 GB على التوالي .
الصفات المشتركة، ورثت من الجيل السابق هي مسنده المستمر، غلاف المغنيسيوم مع الجانب الخلفي فضية اللون، معايير 802.11a / b / g / n اللاسلكية / راديو ميلان واي فاي، بلوتوث 4.0 منخفضة الطاقة، كاملة الحجم USB 3.0 ميناء، وقارئ بطاقة مايكرو، رافعة الرأس، ميني DisplayPort و ميناء الغلاف، وSurfaceConnect إعادة تسمية، وهو ميناء على الجانب، لتوصيل، محطة الإرساء شاحن جدار.

### البرامج
سوف يأتي كل سيرفس برو 4 مع إصدار 64 بت من نظام التشغيل Windows 10 برو ومايكروسوفت أوفيس . ويأتي ويندوز 10 مثبتة مسبقا مع البريد الإلكتروني والتقويم، الاشخاص، اكس بوكس (التطبيق)، صور، أفلام وتلفزيون، الموسيقي، ومايكروسوفت ايدج(متصفح). في هذا الوضع، يتم فتح جميع النوافذ كامل الشاشة ويصبح واجهة أكثر بلمسة مركزية. يحتوي الجهاز أيضا كاميرا مرحبا المتوافقة مع ويندوز. فهو يجمع بين استخدام الكاميرات العادية والأشعة تحت الحمراء لمصادقة المستخدم .